# Гимназија „Свети Кирило и Методије” Димитровград
Гимназија „Свети Кирило и Методије” Димитровград је гимназија у Димитровграду. Настала је 1914. године.

## Историјат
У Димитровград, тадашњем Цариброду, који се убрзано развијао и увећавао после проласка пруге Ниш – Софија кроз град, отворена је и прогимназија, која је до школске 1890/1891. године имала само два разреда, први и други. Упорним радом Донче Пауниног, тадашњег директора прогимназије, школске 1890/91. у Цариброду је отворен и трећи разред прогимназије али са само 4 ученика. Све до 1914. ова Школа је носила назив Трикласно народно училиште а касније прогимназија.
После Српско-бугарског рата 1885. године, друштвене прилике у царибродском крају су стабилизоване, број становника града се повећавао и школство се убрзано развијало. У бугарским службеним новинама Държавен вестник постоје дилеме о почетку рада прогимназије и гимназије у Димитровграду многе наредбе о постављању и премештању учитеља у селима царибродског среза и о помоћи сеоским школама. Њихова годишња плата је 1895. год. била 420 лева, а већ 1899. године је повећана на 1620 лева.
Године 1909. у Царибродском округу било је чак 78 школа са 4349 ученика. У тим школама су радила 64 учитеља и 51 учитељица, али само у 18 села су постојале школске зграде. У прогимназији је 1911. године било 9 одељења са 294 ученика, али гимназија још није била отворена. Зато су људи формирали комисију која је имала задатак да посети Министарство просвете у Софији и аргументовано затражи отварање првог разреда гимназије у вароши.
У бугарском службеном листу Държавен вестник штампан је Закон о отварању гимназијских разреда у неким градовима Бугарске чији је пуни назив „Закон за откриване на гимназиални класове при някои непълни гимназии и при някои пълни прогимназии, като и за развитието на едните и другите в пълни средни училища”. Тако је донета одлука о отварању првог гимназијског разреда код Царибродске мешовите прогимназије, а у члану 2 истог закона штампана је одлука према којој ће се новоотворене школске установе финансирати у целости из буџета општина, које су тражиле њихово отварање. Закон је потписан од стране кнеза Фердинанда, министра правосуђа Попова и министра просвете Пешева .
Школске 1914/1915. године у Цариброду је отворен први разред гимназије са 69 ученика (19 девојака и 50 момака). Гимназија је добила име „Царибродска Непълна Смесена Гимназия“, а директор гимназије је био Георги поп Николов.
Школске 1915/1916. године је отворен и други гимназијски разред. Гимназију је похађао 61 ученик у првом и 62 ученика у другом разреду. У следеће две ратне године у Цариброду је радила гимназија са два разреда. У школској 1916/1917. години први разред је похађало 52 ученика, а други – 39, распоређени у по једно одељење у сваком разреду, док је школске 1917/1918. у првом разреду било 62 ученика, а у другом 34.

## Настава
Настава се у Гимназији данас изводи на српском и бугарском језику. У Гимназији постоје два смера: општи смер гимназије и туристички смер.
Функцију директора обавља Братислав Стаменов.